# ملعب مورومبي
'استاد سيسيرو بومبيو دي توليدو' معروف كاستاد مورومبي. أنشئ الاستاد لاستضافة مباريات كرة القدم. ليكون كاستاد فريق ساوباولو لكرة القدم. الملعب لقد استضاف أيضاً المنتخب البرازيلي عدة مرات.
السعة الرسمية للملعب 77011 شخصاً. لكن لسلامة الحضور الاتحاد البرازيلي لكرة القدم يسمح باستضافة 72039 شخصاً.
يعد الملعب ثاني أكبر ملعب في البرازيل بعد ملعب الماراكانا في ريو دي جانيرو. يقع الملعب في ساحة روبرتو غوميز بيدروزا رقم 1 في ساو باولو Praça Roberto Gomes Pedrosa n° 1, São Paulo.